# シルシルミシルさんデーの企画一覧
シルシルミシルさんデーの企画一覧は、テレビ朝日で放送された『シルシルミシルさんデー』の企画・コーナーについて述べる。
本項では、深夜時代の『シルシルミシル』の企画についても一体的に記す。

## 出演者名の内訳
上田=上田晋也
有田=有田哲平
せいこう=いとうせいこう
設楽=設楽統
日村=日村勇紀
マツコ=マツコ・デラックス
榊原=榊原郁恵
河本=河本準一
井上=井上聡
有野=有野晋哉
濱口=濱口優

## 企業特集
2008年12月3日放送分から開始。「ネオバラ枠」、「さんデー」ともにメインコーナーとなっている。関係者の協力のもと、ある1つの企業にスポットを当てる。
2009年からは、食品メーカーやファミリーレストランなどの食品産業が中心になっており、食品産業が取り上げられると必ず商品が出てくる。工場潜入、新商品開発に密着、同年後半から、企業に視聴者プレゼント、もしくは番組ホームページから割引クーポンを印刷、「『シルシルミシルを見た』と言えば割引」というおねだりすることが恒例となった。
水曜では通常は番組の前半に放送されるが、2010年秋以前は、取り上げられる企業が食品産業でない場合は番組の後半に回り（東芝、Google、IKEAなど）、前半には別のグルメ企画が放送された。紹介する企業が出尽くしたため、現在2周目に突入している。
「さんデー」では、このコーナーが非常に長くなる場合があり、1時間の番組すべてが1企業の特集という回も登場している。

## その他の企画

### 日本全国隠れたお土産お菓子-1グランプリ
2011年3月2日に「ネオバラ枠」で放送開始。4月17日の「さんデー」スペシャルよりゴールデンタイムに移行している。
日本の3県の有名なお菓子の陰に隠れた有名ではないご当地のお菓子を紹介し、3県以外の出身の100人が試食してどれがおいしいかを投票する。
太字は優勝した菓子。
| 回                    | エントリーした菓子                       | 県の代表的菓子           |
| --------------------- | ---------------------------------------- | ------------------------ |
| 第1回 2011年3月2日    | 赤いサイロ（北海道）                     | 白い恋人                 |
| 第1回 2011年3月2日    | そばの華（長野県）                       | おやき                   |
| 第1回 2011年3月2日    | むらすずめ（岡山県）                     | きびだんご               |
| 第2回 2011年4月17日   | 気になるリンゴ（青森県）                 | 南部煎餅                 |
| 第2回 2011年4月17日   | 母恵夢（愛媛県）                         | タルト                   |
| 第2回 2011年4月17日   | 武者がえし（熊本県）                     | いきなり団子             |
| 第3回 2011年4月24日   | はっさく大福（広島県）                   | もみじ饅頭               |
| 第3回 2011年4月24日   | 一口香（長崎県）                         | カステラ                 |
| 第3回 2011年4月24日   | 五家宝（埼玉県）                         | 草加煎餅                 |
| 第4回 2011年5月22日   | 信玄桃（山梨県）                         | 桔梗信玄餅、くろ玉       |
| 第4回 2011年5月22日   | 生せんべい（愛知県）                     | ういろう、ゆかり         |
| 第4回 2011年5月22日   | あげ潮（静岡県）                         | うなぎパイ、安倍川もち   |
| 第5回 2011年6月19日   | かりまん（栃木県）                       |                          |
| 第5回 2011年6月19日   | 水まんじゅう（岐阜県）                   | 栗きんとん               |
| 第5回 2011年6月19日   | チーズ饅頭（宮崎県）                     |                          |
| 第6回 2011年7月3日    | なんばん往来（福岡県）                   | 通りもん、鶏卵素麺       |
| 第6回 2011年7月3日    | 観音寺（香川県）                         | 灸まん、かまど           |
| 第6回 2011年7月3日    | もろこしあん（秋田県）                   | 秋田諸越                 |
| 第7回 2011年8月28日   | 河川蒸気（新潟県）                       | 笹だんご、柿の種、越乃雪 |
| 第7回 2011年8月28日   | さが錦（佐賀県）                         | 丸ぼうろ                 |
| 第7回 2011年8月28日   | かんざし（高知県）                       | 土佐日記                 |
| 第8回 2011年10月30日  | YUKIZURI（石川県）                       | 長生殿                   |
| 第8回 2011年10月30日  | 生南部サブレ（岩手県）                   | 南部煎餅、かもめの玉子   |
| 第8回 2011年10月30日  | 水茄子ロール（大阪府）                   | 粟おこし、岩おこし       |
| 第9回 2012年5月27日   | 松風（熊本県）                           | 武者がえし               |
| 第9回 2012年5月27日   | ぴわーず（千葉県）                       |                          |
| 第9回 2012年5月27日   | なめらかロール（兵庫県）                 | ゴーフレット             |
| 第10回 2012年7月8日   | 伝兵衛（福井県）                         |                          |
| 第10回 2012年7月8日   | ミルクレープロール（京都府）             |                          |
| 第10回 2012年7月8日   | とりいさん家の芋ケーキ（兵庫県）         |                          |
| 第11回 2012年8月19日  | リティシア（神奈川県）                   |                          |
| 第11回 2012年8月19日  | 丸ゆべし（石川県）                       | YUKIZURI                 |
| 第11回 2012年8月19日  | ブルーベリーぜんざいの杏仁豆腐（東京都） |                          |
| 第12回 2012年11月25日 | シャルロットケーキ（愛媛県）             | 一六タルト               |
| 第12回 2012年11月25日 | 虹色羊羹（レインボーようかん）（長崎県） | カステラ                 |
| 第12回 2012年11月25日 | ケーク・オ・ブール（広島県）             | もみじ饅頭               |
| 2011年11月13日        | 京の白味噌（京都府）                     | 八ツ橋                   |
| 2012年4月8日          | 雪どけチーズケーキ（北海道）             | 白い恋人、赤いサイロ     |

### 食べ放題家族
2010年5月5日「ネオバラ枠」にて初登場。のちに「さんデー」に移行。
食べ放題の元を取るというテーマで制限時間内で、元を取るまで食べまくる。はじめは「すたみな太郎」でトータルテンボス大村と長男・父親だったが、「牛角」で佐々木健介・北斗晶夫妻と息子二人で成功してからは佐々木一家がレギュラーになった。
なおこの企画では子供達が食べたいメニューを言っても北斗が「ダメだ!」と言い却下したり、満腹になっても強制的に食べさせる場面が多々あるためテレビ朝日やBPO（放送倫理・番組向上機構）に番組名は伏せてあるが「虐待ではないのか?」や「偏食を助長している」といったクレームが来ている。2011年3月13日放送と予告されていた企画が東日本大震災によりお蔵入りになって以降、放送されていなかったが、2012年2月26日放送の、ららぽーとを取り上げた企業特集の中で、渡辺直美と裕之を起用し、この企画が復活した。ただし単独のコーナーではなく、ららぽーとのスイーツ店紹介の一環だった。また、佐々木・北斗夫妻はこの特集のロケに出演していたにもかかわらず、この企画には起用されなかった。そして2012年3月4日放送分で、イチゴ狩りでもとをとる「イチゴ狩りまくり家族」として、今度は北斗一家が出演する企画として復活した。2012年5月20日放送分ではツアーに参加し食べ放題と詰め放題の両方に挑戦する「食べ放題 詰め放題 行きまくり家族」、2012年9月16日放送分ではツアーに参加し焼肉食べ放題&ブドウ狩りまくりとなるなど、食べ放題以外にも定額でいかに多くの物を手に入れるかという企画に派生している。2013年2月24日放送分で2年ぶりに当初と同じ形の企画として復活した。
2013年3月17日放送回では、北斗晶が休養し、代わって三遊亭円楽一門が挑戦した。2014年1月5日放送回では長男の受験勉強のため息子が出演せず、代わりにボビー・オロゴン一家が加わった。
| 結果 | 放送日        | 店名         | 値段    | 経過時間(制限時間)   |
| ---- | ------------- | ------------ | ------- | -------------------- |
| 1    | 2010年8月22日 | 牛角         | 10350円 | 成功 49:32(90:00)    |
| 2    | 2010年10月6日 | 温野菜       | 10420円 | 成功 31:32(90:00)    |
| 3    | 2010年12月5日 | すたみな太郎 | 6640円  | 失敗 TIMEOVER(90:00) |
| 4    | 2011年1月9日  | 鍋ぞう       | 8760円  | 成功 58:42(120:00)   |
| 5    | 2013年2月24日 | プングム     | 6000円  | 成功 約60分(70:00)   |
| 5    | 2014年1月5日  | こう福や     | 16250円 | 成功 約85分(90:00)   |

### ピンキリ不動産
2010年7月7日に「ネオバラ枠」で放送開始。
人気の住宅地にADの堀を派遣。1番高い土地と1番安い土地を調べる。10月より「さんデー」に移行しリポーターはウド鈴木に交替。当初は東京の物件を調査していたため、「東京ピンキリ不動産」というタイトルであった。2011年4月より再び「ネオバラ枠」でも放送されている。首都圏以外の都市（神戸や沖縄）も調査している。2011年10月23日の放送では特別編としてソウルを、2012年4月8日の放送ではハワイを調査した。

### 日本の〇〇王
2011年5月8日の「さんデー」で初登場。
「ジョン・ロックフェラー（石油王）」や「アンドリュー・カーネギー（鉄鋼王）」のように何かを開発、独占することによって富を築いた人物を「王」と呼び、技術や半生を紹介する。ここでは上田晋也が「司会王」と故意に持ち上げられている。

### 全国ニッポン1視察
ある都道府県を取り上げ、そこが日本一であるものを取材する。上田がその都道府県から衆議院議員選挙（初回のみ都道府県知事選挙も）に立候補するための調査という設定で、リポーターは上田の秘書という名目で、原則現地に赴く。秘書には天然ボケやポンコツ系のタレントが多く、まずいリアクションをする度、上田が「○○さんクビです！」と突っ込む（再登場時に「クビにしたはずなのに…」とボヤかれるのがお約束となっている）。また、往年の女性アイドルが起用されることもある。
とりあげる都道府県の知事に日本一のものを教えてもらったあと、その地へロケに行く形式である。現実の衆院選が行われる可能性が高まったため、2012年7月1日の放送からは、政界に進出して日本を牛耳るよりも金で買った方が早いと方針を転回し、上田財閥が地方へ経済進出を目論むという名目に変更された。
「上田先生が選挙期間中に泊まる宿（上田会長が泊まる宿）」としてその都道府県にある宿（ほとんどの場合、上田のキャラに合わせてその都道府県で一番高い宿）の調査や、「上田先生の接待先」としてその都道府県の郷土料理のお店を紹介する場面が挿入される。
選挙演説のイメージイラストは、前述の悪党キャラと同じバスローブ姿であり、女性を両脇に2人はべらせながら金をばら撒いている。選挙用のポスターも2枚制作された。
- 初代（2011年11月 - 2012年4月）：上田の宣材写真そのままをポスターに使い、キャッチフレーズは「金の亡者が日本を変える」
- 2代目（2012年5月 - 2012年6月）：上田をやや老け顔にCG処理した写真を使い、キャッチフレーズ（厳密には具体的なマニフェスト）は「国民の消費税 全部私が納めます」

上田財閥になってからの座右の銘（2012年7月 - ）は「困った時の金頼み」。7月8日の放送で上田会長の顔と座右の銘を染めた手ぬぐいが視聴者プレゼントされた。

### マシン vs 人間
2012年8月26日の「さんデー」で初登場。
パリラ（上田）・ムナセイ（いとう）のマシン主義に有田・マツコが人間の力で立ち向かうという設定で、彼らのイラストキャラクターがプレゼンをし、最新のハイテクマシンと伝統的職人技ではどちらが優れているかを競い合う。
勝負は5種類のジャンルで行われ、初回は人間軍の圧勝に終わった。
2012年9月2日の放送では「マシンと人間はそれぞれの長所を知り、お互いを認め合うべき」と訴えるメシア（ウド鈴木）の登場により、両者は和解した。
が、2012年12月16日、「上田は納得していない」という設定でエピソードII「パリラ王の逆襲」が放送。
今回の勝負は3種類のジャンルで行われたが、やはり人間軍の圧勝に終わった。
2013年8月25日でも2種類のジャンルで行われた。

### おもしろハンター
2012年11月25日昼のサンデープレゼント枠で全国放送された特別編で初登場。ゴリラDがテレビ朝日系列の地方局を訪ね、資料室で過去に放送したニュース映像を見て、おもしろいものを探して取材する。
このコーナーのBGMは主にウルトラマンシリーズのものが使われる。

### 全国ローカル線の旅 地元民が選ぶベスト5発見ツアー
2013年11月24日から登場。あるローカル線を選び、沿線の穴場スポット・グルメを地元民300人にアンケートする。坂上忍、具志堅用高、虻川美穂子が始発列車から午後8時までの間に、ベスト5に入っていると思われるスポットを実際に体験し、ベスト5すべてを見つけることができればクリア。移動は鉄道が原則で、駅からスポットまではタクシーを使うこともできるが、必ず同じ駅に戻ってこなければならない。

### シルシルスーパーを作ろう!
2014年2月2日から登場。食品偽装が相次ぐ中、うそ偽りのない安全安心のスーパーマーケットを目指して有田社長が「シルシルスーパー」を作るという設定で、店長の北斗晶をはじめとする芸能人が、巨大スーパーと激安スーパーの商品仕入れを取材する。

### お宝コレクション
2014年2月16日から登場。地方の1つの市町村を選び、ADの鹿島望が家を訪ねて、自分にとっての宝は何かを取材する。コーナーのBGMは『にっぽん縦断 こころ旅』のものが多用される。

### 日本全国ドンピ写!TOUR
2014年3月16日から登場。ある都市について、観光ガイドブックの編集者お墨付きのグルメやスポットの写真7枚を示された3人のタレントが、その場所を聞き込みで探し、ガイドブックとまったく同じ写真が7枚すべて撮れると賞金を獲得できる。制限時間は10時間。

### 過去に放送されたもの・不定期
ネオバラ枠でレギュラー企画だったものも含む。

#### すぐ調べる課
2009年6月3日放送開始。企業特集と同じく当番組のメインコーナーだった。気になるがわざわざ調べるほどでもない疑問を視聴者から募集し、番組が代わって調べる。このコーナーでは桃色のつなぎを着たAD、タレントが調べて色々問い合わせている。ネーミングの元ネタは「すぐやる課」。
募集により採用された視聴者の疑問コメント紹介の際、コンピューター画面で他の採用されなかった視聴者からのコメントも一緒にカメラアップの際に映る。
この中でも地味な仕事（主に数えること）には、番組ADで堀の同期の権田祐輔が呼ばれる。この地味な仕事の積み重ねで、mixiの応援コミュニティが一般人ながら300人に上り、2010年7月7日放送分では、くりぃむしちゅーを越えた。2010年4月22日から趣味の『ドラゴンボール』鑑賞に因み、亀仙流の胴着（尻尾つき）と同じ色のツナギになった。最近は髭男爵のひぐち君が調査のパートナーだが、ひぐち君の相方の山田ルイ53世も絡んで、ドラマ仕立てとなっている。ただ、上田と有田は、「つづく」と出るたび、「終われよ」とやじを飛ばしている。また、この企画は視聴率を取りに行っている企画であることが2011年8月24日放送のなかで判明した。
スタート当初は、月に1回やるかやらないかのペースだったが、10月のすごく調べる課放送以後は、激戦地のオハツと交互に隔週のペース、週2回放送の頃にはレギュラーコーナーになった。
2010年10月からコーナーの趣旨が変わっていき、「かなえるんだったら子供たちの夢を優先してくれ」と有田が言った（ということにしている）という建前のもと、疑問のほかに要求に応えたり、投稿されて面白そうだったらなんでもやるようになった。
なお、視聴者からの投稿を紹介する時のBGMは同局で放送されていたアニメ「Yes!プリキュア5」の劇中BGMである「りんのテーマ」を、調査報告の時のBGMは同番組の「うららのテーマ」を使用している。

#### シルシルオハツ
2008年10月22日放送分から番組最後のコーナーとして開始。このコーナーに関しては当初は有田が進行を務めていたが、後期の放送ではメインコーナーに昇格したことに伴いあいまいになった。東京スポーツ創刊号の一面や、『ルパン三世』でルパンが初めて「ふ〜じこちゃ〜ん」と言った瞬間など物事の初めて（お初）を調べる。
有田が高田延彦のモノマネで「お初、出てこいや〜!!」と叫ぶのが決まりとなっている。
「お初2時間スペシャル」（2008年12月15日 19時00分 - 20時54分）として、本コーナーのみのゴールデン特番が放送された。
2009年前半はメインコーナーとなったが、2009年10月からは企業特集に押し出されるように放送されていない（2010年2月24日放送分ではすぐ調べる課の中ではあるが、久しぶりにぬれせんべいのお初を調べた）。

#### 40代生まれて初めての○○
レギュラー放送では番組の最後で毎回、40歳以上の一般男性達が一生懸命バレーボールでジャンピングサーブ、トルネード投法、ダンクシュートなどに挑戦するなど実際に挑戦したことのないスポーツにチャレンジするコーナーを設けている。なお、板東英二（スケジュールがつかないときは谷隼人が担当）が参加者の1人として出演している。VTRのBGMに、GReeeeNの「キセキ」が使用されていた。2008年にミルミルオハツの最後のVTRとして放送されていたが、「毎分視聴率があからさまに下がるため放送されなくなった」と番組内で紹介されていた。

#### 芸能人お初言
2009年1月21日放送開始。ある芸能人が人生で1度も発したことがないであろう言葉を視聴者から募集。それを実際にその芸能人に金屏風の前で発言してもらう。

#### 初めてのお笑い感想文
2009年1月28日放送開始。あるお笑い芸人が教室で小学生を前にネタを見せ、小学生の1人1人がネタの感想文を発表する。小学生が感想文を発表している様子をスタジオで見ていた矢口真里によると「ほのぼのするコーナー」。
コーナーのオープニングは出演者が真剣な表情をしながら廊下を歩き教室に向かう映像が流れ、上田によると「無駄に格好いい」。

#### キテキテミシル〜中小企業見学〜
1つでも自慢できる長所がある企業を広く募集し、訪ねる。企業に売りを3つ挙げてもらい、出演者が実際に確認した上で認定するかどうか決める。

#### お初シアター
2009年5月13日放送開始。名作映画やアニメの第1回を見て、主人公の年齢やなぜ戦うかなど最初の設定を出演者が予想する。

#### 復習クイズ
毎年、夏と冬に組まれる総集編。バカリズムやナレーター役もスタジオに登場し、ナレーター役が回答者、バカリズムが出題者（進行役）となり、番組での発言や過去に放送された『40代のお初』が問題として登場する。正解数が最下位だった人には、”番組を愛していない”と言うことで罰ゲームが行われる。なお、通常放送以外では2012年7月1日14:00〜15：25に予習・復習SPとして放送された。

#### 芸能人お初体験！死ぬまでにやりたい10のこと
有名人1人が人生に一度だけでいいから挑戦したいものを10個選別し、実行。水曜日に一度だけ放送され、予算の制約もあり、実行できないものもある。

#### 熱血D持ち込み企画
企業特集のスピンオフ。番組ディレクターの広瀬陽一が、自分が薦めたいが他のスタッフの反応が悪い店を熱意で番組に取り上げさせる。バナナマンとローラ・チャンがゲストとして登場するときのみ放送。広瀬は目標の視聴率を宣言する。企画が実現に至るまでの再現VTRでは異常にイケメンであるのに実際は似ても似つかない。第4弾では広瀬本人の所有であるトゥクトゥクをはじめ、広瀬が薦める変わった乗り物を集めた。2012年3月4日に築地市場をテーマに放送された際、この企画とほぼ同じ手法が用いられたが、ここでは再現VTRはディレクター本人が演じた。

#### 河本の子供におもちゃを
前身「家電原始人上田に最新家電を」のシステムを引き継ぎ、河本の子供が生まれるたびに、文房具、ベビー用品を買い、清算時に上田、有田、せいこう、井上、河本の誰が支払うかを決める。その上、視聴者プレゼント分を含めて、何人分買うかを決める。また、VTRが用意されていて、河本の女癖の悪さを後輩芸人が公表するのも恒例である。

#### AD権田君の蛸観察日記
すぐ調べる課で「蛸とはどこまで意思疎通ができるか」と話題になり、上記のAD権田君に蛸を飼わせ、その様子を見る。毎週企画に組まれた。
蛸の名前は「エイト」。
なお、このコーナーのBGMにはドラゴンボール関連の楽曲が使われている。
しかし2010年8月11日に放送されたシルシルミシルでエイトが死んでしまったことが発覚し、そのまま最終回となった。
その後、権田君が話題のペットショップを巡り、新たなペットを探しに行くロケが数度行われているが、現在不明。

#### 日村の謝罪シリーズ
日村勇紀が番組内でワインを飲んで酔いつぶれ、本番中に横になったことから、番組内で謝罪させることになった。最初はアメリカ大統領選挙に因み所信表明演説風に行ったが追試となり、その後も企画を終えるごとに何かと理由をつけて次の課題を与えられた結果、謝罪ソング（曲名は「Oh My God」）、謝罪ミュージカル、謝罪歌舞伎、謝罪テーブルマジック、に挑戦することとなった。2011年1月の「謝罪ラーメン」をもって一連の謝罪シリーズに終止符が打たれたが、今度は有田が謝罪と関係なく別のラーメンを食べたいと言い出した。
大規模な企画となっているが番組本編での放送時間はかなり短く、携帯電話サイトでしか全編を見られない。

#### ●●24時
2010年10月17日開始。ある特定の職業を24時間取材し、仕事の苦労や技術のすごさを探る。

#### 流行遺産
2010年7月7日より開始。あの人は今?の建物バージョン。かつての人気スポットは今、どうなっているのかを訪ねる。

#### 行き付けグルメマップ
2010年5月からの企画。グルメぴあから都内のグルメ激戦地へ赴き、店の店主から近所の行き付けの店を訪ね、旨くてさらに安い店のメニューを聞き出し、「無い」と言うまで食べまわる。

#### 社長's Walker
2011年4月13日放送。飲食業界の社長に、行きつけの店を教えてもらう。

#### AD権田君のペット探し
エイト死後、ただでも暗いADの権田が追い込まれてしまわないように、新しいペットを飼わせようと、ペットショップを歩き回る。しかし、普通のペットでは番組にならない、権田の接し方が悪いためペットもなつかず、権田自身もまだ気持ちが乗っていないため新しいペットは決まっていない。
BGMの大半には権田が大ファンである「ドラゴンボールシリーズ」のものが使用されている。

#### 外食店激戦地のお初（AD堀くんの食べ歩き企画）
番組開始時は「ネオバラ枠」で放送、7月より「さんデー」に移行したものの、2011年2月2日で再び「ネオバラ枠」で放送。
外食店の多く集う激戦地に、黄色いつなぎを着た番組AD堀雅哉を派遣。インタビュー時にはその回で特集する食べ物にちなんだもの（ラーメン = レンゲ、お好み焼き = 小手、など）をマイク替わりにする。主にその店のお勧めの一品を食べる。
食べ終えた後は店の店長に「この店は何年前にできましたか?」と創業年を聞いた後に続いて「こちらのお店が出来る前に、すでにあったお店はどこですか?」と今いる店よりも以前に創業した他の店を聞き出す。前に訪れた店と同じ場合は、月単位で判断する。前に訪れた店よりも後に創業した店だった場合は、前の店に戻り、再度店長に同じ質問で別のお店を聞き出す。これを繰り返して行き着いた店の店長が「分からない」と言った場合、堀くんから「こちらのお店をお初店として認定してもよろしいですか?」の質問に店長が「はい」と答えた時点でその店はお初店となり、調査終了となる。番組内ではこの調査方法を「数珠つなぎ作戦」と呼んでいる。
コーナー冒頭で堀のプロフィールが紹介されるが、毎回好きな食べ物がその回に調べる食べ物になっている他、服の背中にはその回で特集する食べ物を象徴した文字が貼り付けられている。
また、コメントの際に自身のボキャブラリーで様々なコメントを言うが「とても」を「めっちゃ」、最後は「とってもおいしいです」で締める。
この企画で堀はADながら「AD堀くん」の愛称で一躍有名となり、番組の看板キャラクター的な存在となっている。その後、自身の単行本（下記参照）を発売したり、各種イベントなどを行ったりしており、スタジオ内で宣伝告知する。
2010年からマンネリ打破のため、ボクササイズを行ったりしている。番組によると「（堀は）人生の岐路に立っている」。しかし、このコーナーになると、視聴率が急に落ち込んでしまうと言うことも発覚した。

#### Taxi Walker
「ネオバラ枠」のみでの放送。
タクシー運転手からおすすめ料理を尋ね、その地点からタクシーに乗っておすすめ料理を食べるを繰り返す。水曜時代はAD堀の担当だったが『さんデー』でレギュラーコーナーを持つことになったため、7月からは朝丘雪路とそのお手伝いさん、メイクさん（共に一般人）が担当になった。朝丘はまったくのマイペースで「おいしい」というだけで味の説明をせず、さらに企画の趣旨と違う行動を勝手にとる問題児になっている。しかし朝丘が取材を申し込むと、どんなところでも簡単に許可される。
2011年8月31日は朝丘に代わり松沼博久・雅之兄弟が担当した。

#### アレっていらないんじゃないの?
2010年6月9日開始。「ネオバラ枠」のみでの放送。
無駄らしきものを仕分けしてなくそうというもの。ただし、無駄と判断されるものは少ない。仕分け人役・大蓮舫を大久保佳代子が演じている。第3回よりこのコーナーのみナレーションを角田晃広（東京03）が担当している。

#### そもそもサミット
2011年5月25日「ネオバラ枠」にて登場。
似た2つの物がどう違うのかスタジオで討論する企画。シルシルミシルでの初のスタジオ企画である。最後に正解VTRが放送される。
1回目の放送でテーマとなった議題を紹介する（カッコ内の人物はそのテーマの議長である）。
- 議題1 : ベランダとバルコニー（バナナマン・日村勇紀）
- 議題2 : 関東地方と首都圏（くりぃむしちゅー・有田哲平）
- 議題3 : ミステリーとサスペンス（いとうせいこう）
- 議題4 : ニキビとおでき（くりぃむしちゅー・上田晋也）
- 議題5 : 吹奏楽とブラスバンド（バナナマン・設楽統）
- 議題6 : 利子と利息（有村架純）

#### 世界にひとつだけの昔話
2011年6月19日の「さんデー」で初登場。
有名な昔話を、それを知らないという子どもに結末の直前まで聞かせ、その後どうなったかを想像して絵で描いてもらう。

#### やっていけてるの課
2011年9月14日の「ネオパラ枠」で初登場。
視聴者から、客が入っていないのにつぶれない店の情報を募集し、どうやって経営が成り立っているのかを調べる。

#### 産地deランチ→どんぶり勘定
2012年11月25日の特別編で登場。ウド鈴木がある作物の特産地を訪ね、特産物で作った変わった料理を探す。最初に生産者のところに行き、1日で食べきれる量を入手する。料理を出してもらったところで使用個数の作物を渡し、作物が全部なくなるまでロケが終わらない。
2013年2月24日からは、ある都市の変わった丼物を探す企画になった。両企画とも、スタッフが事前に仕込んでおいた場所に行くことをウドが拒否するが、取材が難航すると一転して仕込んだところに行かせろと言う演出がある。

#### ニッポンご当地A面B面グルメ
2013年7月14日登場。ある県の非常にメジャーなグルメ（A面）と、まだ知られていないグルメ（B面）を同時に紹介する。